# Ozineus mysticus
Ozineus mysticus là một loài bọ cánh cứng trong họ Cerambycidae.